# الأدب الصوفي

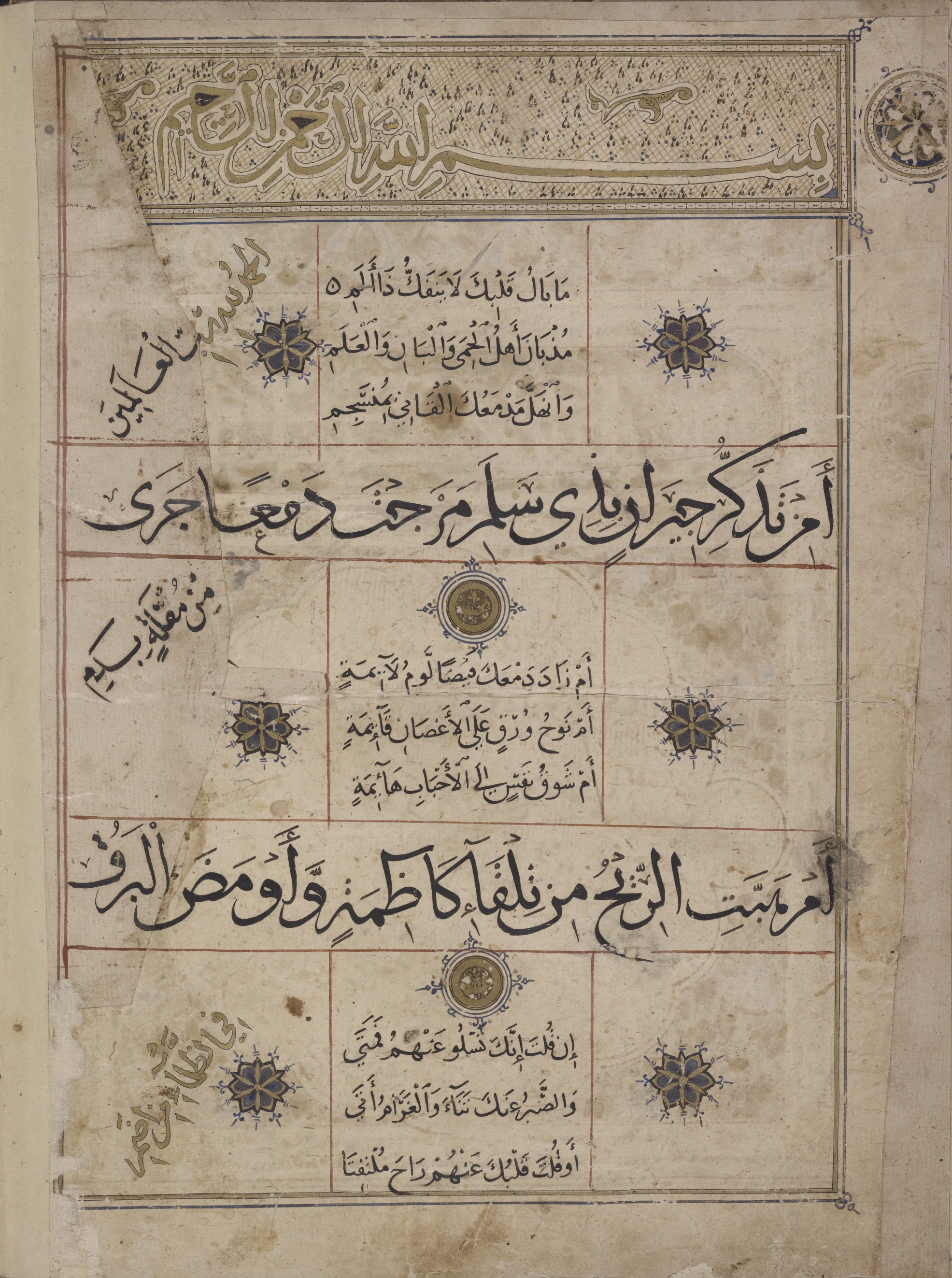
صفحة من نسخة عام 1381من كتاب الكواكب الدرية للبوصيري (ت. 1294)

يتكون الأدب الصوفي من أعمال مكتوبة بلغات مختلفة تعبر عن أفكار الصوفية وتدافع عنها.
كان للتصوف تأثير مهم على الأدب في العصور الوسطى، وخاصة في الشعر، الذي كتب باللغة العربية والفارسية والبنجابية والتركية والسندية والأردية. لقد أتاحت العقائد والمنظمات الصوفية قدرًا أكبر من الحرية للأدب مقارنة بالشعر البلاطي في تلك الفترة. وقد استعار الصوفيون عناصر من التراث الشعبي في أدبهم.
كانت أعمال نظامي، ونوايي، وحافظ، وسمعاني، وجامي مرتبطة إلى حد ما بالتصوف. احتجت قصائد الشعراء الصوفيين مثل سنائي (توفي حوالي عام 1140)، وعطار (ولد حوالي عام 1119)، ورومي (توفي عام 1273) على الظلم مع التركيز على العدالة الإلهية وانتقدت الحكام الأشرار والتعصب الديني والجشع ونفاق رجال الدين المسلمين. وكانت الأشكال الشعرية التي استخدمها هؤلاء الكتاب مشابهة للأغاني الشعبية والأمثال والحكايات الخرافية.

## التاريخ
ازدهر الأدب الصوفي، المكتوب باللغة الفارسية، في الفترة من القرن الثاني عشر إلى القرن الخامس عشر. وفي وقت لاحق، ارتبط الشعراء الرئيسون بالتقاليد الصوفية، مثل هاتف الأصفهاني (في القرن السابع عشر)، وبيدل (في القرن الثامن عشر)، وأحمد طالب (في القرن العشرين). ومع ذلك، فإن الأدب الصوفي كان متناثرًا في لغات ومناطق جغرافية مختلفة لفترة أطول من التاريخ. منذ القرنين التاسع عشر والعشرين فصاعدًا، كان التأريخ للتصوف، وخاصة في الغرب، عبارة عن مجموعة دقيقة من المصادر والحقائق المتنوعة المتعلقة بالموضوع. بالمقارنة مع الأدب الإنجليزي أو الألماني على نطاق واسع، كان الأدب الصوفي مثيرًا للجدل بسبب أصل التصوف نفسه باعتباره تقليدًا. يرى بعض العلماء أن التصوف هو اتجاه داخل الإسلام، في حين يرى آخرون مثل السلفية المتأخرة أن التصوف لا علاقة لها بالإسلام، وكفَّروا مُتبعيهم. بل يرفض بعض علماء الإسلام السلفيون كل التيارات الإسلامية الأخرى وتقاليدهم مثل التقاليد الصوفية باعتبارها شيئًا صوفيًا بحتًا وبالتالي ينكرون النسب الروحي للصوفية إلى الإسلام. حجتهم هي أن التصوف يقف حائلًا أمام الاعتراف بالطبيعة الحقيقية للإسلام. يرى بعض المستشرقون الأوروبيون أن هذا التجوه والاضطهاد من السلفية والحركات الأكثر تطرفية لبقية الفرق الإسلامية كانت سبب انغلاق بعض المجتمعات وانزواءها مثل الدروز والعلويين. ومع ذلك، فإن عملية تجميع البيانات حول الصوفية من العديد من العلماء المستشرقين الأوروبيين أدت إلى ولادة خطابات مهمة داخل الأدب الصوفي والتي سيطرت على الفكر الغربي حول هذا الموضوع لفترة طويلة. حتى قبل القرن التاسع عشر، كما زعم كارل إيرنست، حاول بعض العلماء المستشرقين فصل الأدب الصوفي عن الإسلام. وفي عمله، يتحدى إيرنست مثل هذه التفسيرات وتلك التي قدمها المستشرقون الاستعماريون والأصوليون.
يزعم ألكسندر د. كنيش، أستاذ الدراسات الإسلامية بجامعة ميشيغان، أن المحاولات الجادة الأولى لتناول التصوف في الخطابات الأكاديمية تعود إلى القرن السابع عشر. كانت مناقشات العلماء في الغرب في تلك الفترة تدور حول التحليل النقدي وترجمة الأدب الصوفي. ومن الجدير بالذكر الإنتاج الأدبي للشعراء الفرس المشهورين مثل سعدي، وعطار، وجلال الدين الرومي، وجامي، وحافظ. ومع ذلك، يشير كنيش أيضًا إلى صورة متناقضة إلى حد ما للتصوف والتي تظهر في المذكرات الشخصية وكُتب رحلات المسافرين الغربيين في الشرق الأوسط وآسيا الوسطى في القرنين الثامن عشر والتاسع عشر. تم إنتاج معظمها من قبل المسافرين الغربيين، والإداريين الاستعماريين، والتجار، الذين اعتبروا الأدب الصوفي والتقاليد بشكل عام بمثابة سلوك غريب وغير منتظم وممارسات درويشية غريبة. في مثل هذه الأعمال، كانت الاهتمامات الأدبية مختلطة بهدف أكبر يتمثل في توضيح سرد منهجي ودقيق لمختلف المجتمعات والممارسات والعقائد الصوفية. وعلى الرغم من أن هؤلاء الباحثين كانوا مهتمين بطبيعة الأدب الصوفي والعديد من الدراويش الصوفيين الأفراد، إلا أنهم كانوا مترددين في اعتبار العناصر الصوفية الصوفية شيئًا متأصلًا في الدين الإسلامي الأوسع، وقد كانت هذه الرؤية في قسم الاستشراق التفتتي، وهو تيار لا يرى أن المسلمين أمة بل هم مجموعات متفتتة يجب أن يُدرسوا على حدا، وخاصةً في العصور ما بعد العصر الذهبي للإسلام حيث انعزلَت الطوائف المذهبية غير المحبوبة لدى الحكومة. وذلك لأنهم لم ينظروا إلى الإسلام والمسيحية بنفس الطريقة، وبالتالي اعتبروا الإسلام غير قادر على إنتاج النوع من المناقشات اللاهوتية الفلسفية الموجودة في الأدب الصوفي. على سبيل المثال، قام جوزيف جارسين دي تاسي (1794-1878)، المستشرق الفرنسي، بترجمة وإنتاج عدد كبير من الأعمال حول الخطابات الإسلامية والفارسية والهندوستانية. كان معجبًا باللغة والأدب الفارسي، إلا أنه أظهر تحيزًا تقليديًا ضد الإسلام، وهو ما كان ملحوظًا في عصره. لقد كان ينظر إلى الأدب الصوفي في مقابل الزنادقة المسيحيين، لكنه اعتبر الأول نسخة مشوهة من الأخير. كان يعتقد أن الثقافات الإسلامية وخاصةً السلفية الأصولية تقيد استقلالية الإنسان والمتع المادية، ولم يتوقع أن يجد أفكار فلسفية معقدة. كانت مثل هذه الآراء حول الأدب الصوفي شائعة في ذلك الوقت بين العديد من المستشرقين الأوروبيين الذين تلقوا تدريبًا في الأصل إما كعلماء لغويين أو باحثين في الدراسات الكتابية.
نشأ الشعر الصوفي كشكل من أشكال الأدب التعبدي الإسلامي الصوفي الذي يعبر عن موضوعات مثل الحب الإلهي والاتحاد الصوفي بين الإنسان والله، غالبًا من خلال استعارات شعر الحب. على مر القرون، استخدمت الشعرية غير الصوفية بدورها المفردات الصوفية بشكل كبير، مما أدى إلى غموض صوفية دنيوية في الأدبيات الفارسية والتركية والأردية.

## المواضيع

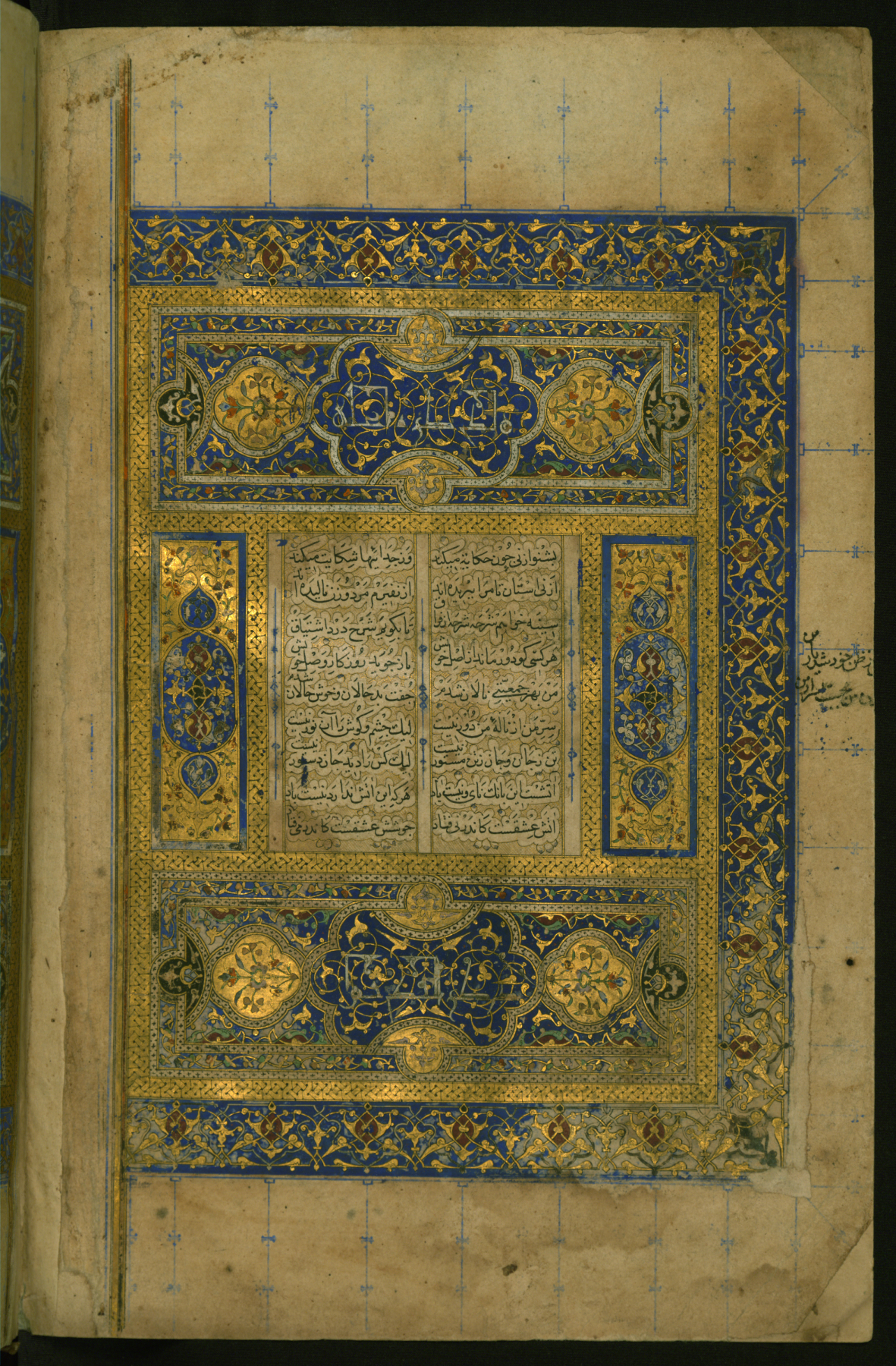
واجهة مزخرفة لشعر جلال الدين الرومي، حوالي عام 1461

قدَّمَت رابعة العدوي البصري مفهوم الحب الصوفي لأول مرة، وهي صوفية من القرن الثامن. في جميع أعمال الرومي يظهر "الموت" و"الحب" كجوانب مزدوجة لمفهوم الرومي لمعرفة الذات. يُفهم أن الحب "يستهلك كل شيء" بمعنى أنه يشمل شخصية العاشق بأكملها. من المرجح أن تأثير هذا التقليد في التصوف كان مستمدًا من مصادر فارسية سابقة؛ ولا توجد فكرة مماثلة معروفة في المسيحية أو اليهودية في القرن التاسع. في تلاعب أدبي بالألفاظ، وقد كان لبعض المتصوفين مثل فخر الدين العراقي إضافات على غرار إسلامي، فقالوا مثل كلمات الشهادة ( لا إله إلا الله): لا إله إلا العشق. من جانبه، طور جلال الدين الرومي في كتاباته مفهوم الحب باعتباره مظهرًا مباشرًا لإرادة الله، وجزئيًا كاستجابة محسوبة للاعتراضات القادمة من الجناح الأصولي للإسلام: "لن يسعى أي عاشق إلى الاتحاد إذا لم يكن المحبوب يسعى إليه". وتظهر مفاهيم الوحدة ووحدانية البشرية أيضًا في أعمال جلال الدين الرومي. على سبيل المثال، قصيدة "من أنا؟"

## أعمال بارزة
- المثنوي وديوان شمس التبريزي للرومي
- ديوان حافظ للحافظ الشيرازي
- فصوص الحكمة وترجمان الأشواق لابن عربي
- كيمياء السعادة للغزالي
- حديث الطير لفريد الدين عطار
- ديوان يونس [الإنجليزية] ليونس أمره
- قصيدة البردة للبصيري
- أسرار التوحيد للشيخ أبو سعيد أبو الخير
- الفتح المبين في مدح الأمين لعائشة بنت يوسف الباعونية
- ديوان أختار لحضرة حكيم أختار
- دلائل البركات لمحمد طاهر القادري
- كلية الحصرت لمحمد عبد القادر صديقي قدري حصرت [الإنجليزية]
- لطيفة أشرفي لأشرف جهانجير السمناني
- تصوف لسيد وحيد أشرف [الإنجليزية]
- قصائد السلطان باهو
- بعض قصائد أحمد نيكطلب

## طالع أيضًا
- الأدب العربي
- الطريقة بكتاشية
  - العلوية الأناضولية
  - البكتاشية في ألبانيا [الإنجليزية]
  - حاجي بكتاش ولي
  - الإنكشارية
- تاريخ التصوف
- الشعر الإسلامي
- محفل صوفي [الإنجليزية]
- نعت
- نشيد
- الأدب الفارسي
- قوالي
- التقاليد التركية المنغولية
- ولي

## قراءة إضافية
1. سلامة قدسي، عرين. (2020). "نموذج دراسة جديد للنثر الصوفي العربي". آداب الشرق الأوسط 23 (1-2): 79-96.دُوِي:10.1080/1475262X.2021.1878647دوى : 10.1080/1475262X.2021.1878647
2. تشوبرا، ر.م. (1999). كبار شعراء الصوفية في البنجاب . جمعية إيران، كلكتا.
3. تشوبرا، ر.م. (2016). التصوف (النشأة، النمو، الكسوف، الانبعاث). أنورادها براكاشان، نيودلهي.(ردمك 978-93-85083-52-5)رقم ISBN 978-93-85083-52-5 .